# Nidalia occidentalis
Nidalia occidentalis is een zachte koraalsoort uit de familie Nidaliidae. De koraalsoort komt uit het geslacht Nidalia. Nidalia occidentalis werd in 1835 voor het eerst wetenschappelijk beschreven door Gray. 